# Laurent Mantese
Laurent Mantese, né le 5 avril 1976à Villeneuve-sur-Lot, est un écrivain français. Il est l'auteur de nouvelles et de romans inspirés de Guy de Maupassant, Ambrose Bierce, Jean Ray, Robert E. Howard, Fritz Leiber, ainsi que par toute la tradition des littératures de l'imaginaire. Ses récits interrogent et développent souvent la figure polymorphe du monstre ou de la monstruosité, dont il fait à la fois un objet d'effroi, de pitié ou de fascination, en fusionnant des références au cinéma d'épouvante, au polar et au roman fantastique français du XIXe siècle.

## Biographie
Laurent Mantese réside à Toulouse, où il enseigne la philosophie.

## Œuvres

### Recueils de nouvelles et romans
- Contes des nuits de sang, recueil de nouvelles, Malpertuis, coll. Brouillards no 17, 2011  (ISBN 978-2-917035-21-4)  (ISSN 2101-292X)
- Le Comptoir des épouvantes, recueil de nouvelles, Malpertuis, coll. Absinthes, Éthers, Opiums no 22, 2012  (ISBN 978-2-917035-26-9)  (ISSN 2102-457X)
- L'Or des princes, roman, Malpertuis, coll. Brouillards no 32, 2015  (ISBN 978-2-917035-36-8)  (ISSN 2101-292X)
- Pont-Saint-Esprit, les cercles de l'enfer[4], roman, La Clef d'Argent, 2015, postface de Jean-Pierre Favard  (ISBN 9791090662261)  (ISSN 2428-0542)
- Le Peu qu'il nous reste, poésies, La Clef d'Argent, 2016  (ISSN 2102-4308)  (ISBN 979-10-90662-32-2)
- Le Rapport Oberlander, roman, Malpertuis, coll. Brouillards no 47, 2018,  (ISBN 978-2-917035-59-7)[5]
- La Mort de Paul Asseman, roman, La Clef d'Argent, 2019  (ISBN 979-10-90662-54-4)[6]
- Les Nouveaux Contes du whisky, recueil de nouvelles, Malpertuis, coll. Absinthes, Éthers, Opiums, no 53, 2020  (ISBN 978-2-917035-74-0)
- La Sonde et la Taille, roman, Albin Michel, coll. « Imaginaire », 2024[7]

### Nouvelles parues en anthologies et revues
- Le Sorcier de Brassac, dans L'Amicale des jeteurs de sorts, Malpertuis, 2013  (ISBN 978-2-917035-28-3).
- Le Dernier Loup, revue Galaxies No 41, Dossier "Apocalypses", mai 2016, dirigée par Jean-Pierre Andrevon
- Migrants (en collaboration avec Philippe Gontier), revue Galaxies No 51, février 2018, dirigée par Jean-Pierre Andrevon
- L'homme qui se prenait pour un arbre, dans Étranges floraisons, La Clef d'Argent, septembre 2020, anthologie de fantastique botanique dirigée par Jean-Pierre Favard, Philippe Gontier et Patrick Mallet  (ISBN 979-10-90662-27-8)

### Analyses littéraires
- Angoisse, Exploration d'une collection, Volume I, en collaboration avec Philippe Gontier, Artus Films[8], 2021, (ISBN[9]), préface de Jean-Claude Carrière (analyse critique en 4 tomes de la collection Angoisse du Fleuve Noir, 1954 - 1974[10])
- Angoisse, Exploration d'une collection, Volume II[11], en collaboration avec Philippe Gontier, Artus Films[8], 2021, (ISBN[12])
- Angoisse, Exploration d'une collection, Volume III[13], en collaboration avec Philippe Gontier, Artus Films[8], 2023, (ISBN[14])

## Réception critique
- "Malpertuis a pris l’habitude de nous proposer le meilleur du fantastique français et avec ce livre ils ne dérogent pas à cette règle immuable qui veut que les éditeurs indépendants nous proposent quelques-uns des meilleurs titres actuellement publiés. On ne peut donc que les remercier de la qualité de leur travail sans cesse plus impressionnant[15]".
- Jean-Pierre Andrevon a dit de son second recueil, Le comptoir des épouvantes, paru en 2012, qu'il s'agissait du« meilleur recueil de nouvelles fantastiques françaises lu depuis longtemps »[16].
- Le Rapport Oberlander fait partie des cinq titres finalistes du prix Bob Morane 2019[17].
- Prix Masterton 2021 pour le recueil de nouvelles collectif Étranges floraisons, anthologie de fantastique botanique, La Clef d’Argent[18]
- Sélection pour le Grand Prix de l'Imaginaire 2022, catégorie Essais, pour Angoisse, exploration d'une collection volumes 1 et 2, en collaboration avec Philippe Gontier[19].
- La Sonde et la Taille est nommé au prix Elbakin.net 2024 du meilleur roman de fantasy francophone[20], finaliste du Grand Prix de l'Imaginaire 2025[21], finaliste du Prix Imaginales 2025[22].